# StopHam

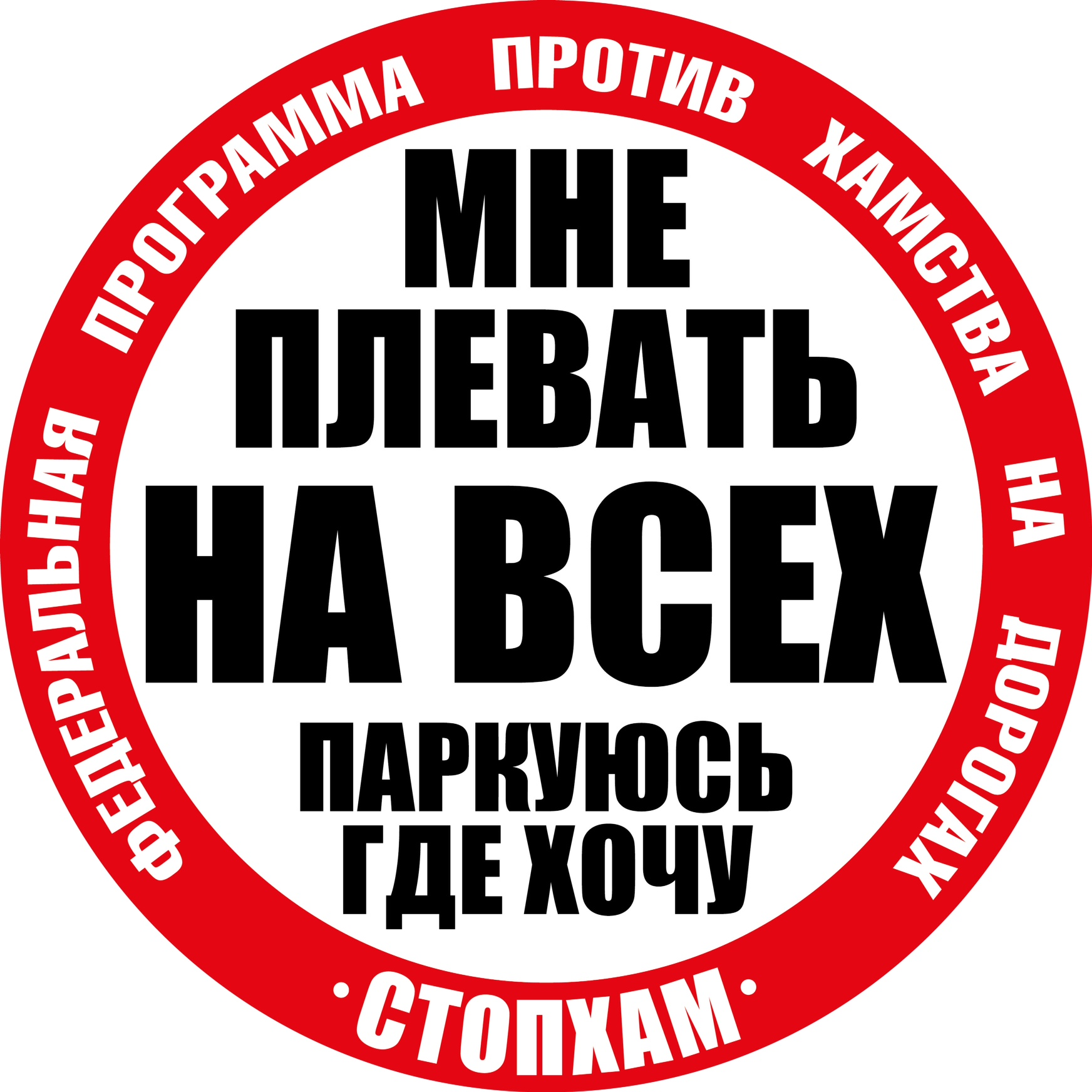
Logo StopHam

StopHam (nom international, russe : СтопХам, peut se traduire par "Stop aux connards") est une organisation à but non lucratif russe, dont le siège est à Moscou.  Elle a été fondée en 2010 par les membres du mouvement de jeunesse Nashi, qui s'oppose aux automobilistes ne respectant pas les règles de circulation et de stationnement.
Les militants filment régulièrement leurs actions en ville envers les automobilistes qui sont mal stationnés ou qui roulent sur les trottoirs (vidéos disponibles sur leur chaîne YouTube). Une des stratégies les plus populaires de ce groupe est de placer de gros autocollants sur le pare-brise de la voiture contrevenante avec la phrase "Je me fous des autres, je me gare ou je veux ! " (russe : Мне плевать на всех, паркуюсь где хочу). Ces activistes n’hésitent pas à utiliser leur corps afin de barrer la route aux automobilistes mal attentionnés.
 Un certain nombre d'incidents impliquant des militants du mouvement ont pu susciter le buzz sur Internet ,,,